# Elecciones federales de Suiza de 1991

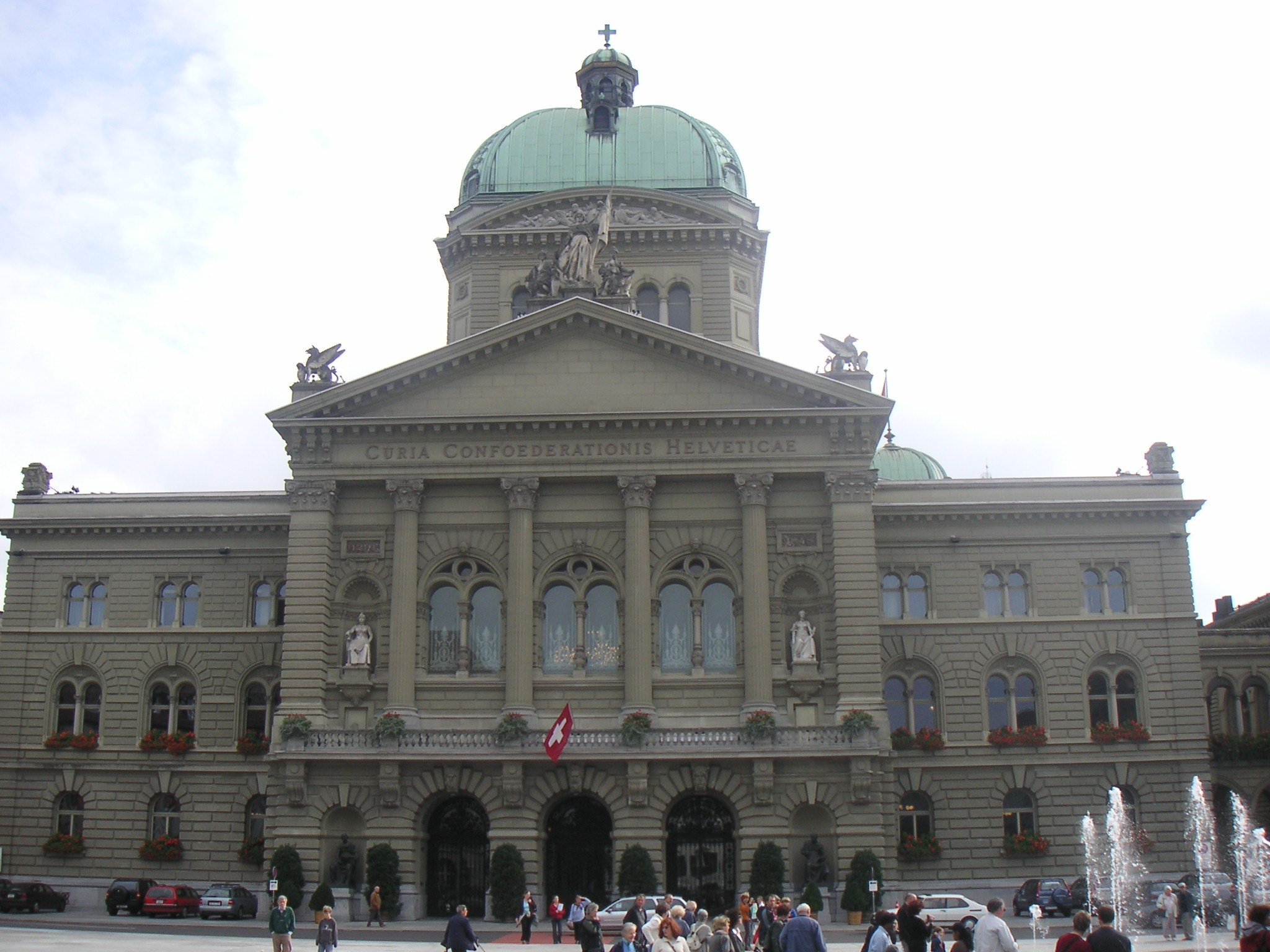
Sede del parlamento y gobierno de Suiza.

Las elecciones federales de Suiza fueron realizadas el 20 de octubre de 1991. El Partido Radical Democrático se posicionó como el partido más grande del Consejo Nacional, obteniendo 44 de los 200 escaños.

## Resultados
| Partido                                 | Votos     | %    | Asientos | +/–   |
| --------------------------------------- | --------- | ---- | -------- | ----- |
| Partido Radical Democrático             | 429 072   | 21.0 | 44       | –7    |
| Partido Socialista                      | 377 968   | 18.5 | 41       | 0     |
| Partido Demócrata Cristiano             | 367 928   | 18.0 | 35       | –7    |
| Unión Democrática de Centro             | 243 268   | 11.9 | 25       | 0     |
| Los Verdes                              | 124 149   | 6.1  | 14       | +5    |
| Partido de la Libertad                  | 103 585   | 5.1  | 8        | +6    |
| Demócratas Suizos                       | 69 297    | 3.4  | 5        | +2    |
| Partido Liberal                         | 62 073    | 3.0  | 10       | +1    |
| Alianza de los Independentes            | 57 819    | 2.8  | 5        | –3    |
| Partido Popular Evangélico              | 38 681    | 1.9  | 3        | 0     |
| Liga de Tesino                          | 28 290    | 1.4  | 2        | Nuevo |
| Grupos Alternativas Verdes y Feministas | 22 605    | 1.3  | 1        | 0     |
| Unión Democrática Federal               | 20 395    | 1.0  | 1        | +1    |
| Partido Suizo del Trabajo               | 15 871    | 0.8  | 2        | +1    |
| Partido Socialista Unitario             | 12 006    | 0.6  | 1        | 0     |
| Partido Social Cristiano Independiente  | 8 039     | 0.4  | 1        | +1    |
| Organizaciones Progresistas Suizas      | 4 552     | 0.2  | 0        | –3    |
| Otros partidos                          | 55 503    | 2.7  | 2        | –     |
| Votos en blanco/nulos                   | 32 800    | –    | –        | –     |
| Total                                   | 2 076 901 | 100  | 200      | 0     |
| Participación electoral                 | 4 510 521 | 46.0 | –        | –     |
| Fuente: Nohlen & Stöver                 |           |      |          |       |

### Consejo de los Estados
| Partido                      | Escaños | +/–   |
| ---------------------------- | ------- | ----- |
| Partido Radical Democrático  | 18      | +4    |
| Partido Demócrata Cristiano  | 16      | –3    |
| Unión Democrática de Centro  | 4       | 0     |
| Partido Socialista           | 3       | –2    |
| Partido Liberal              | 3       | 0     |
| Alianza de los Independentes | 1       | 0     |
| Liga de Tesino               | 1       | Nuevo |
| Total                        | 46      | 0     |
| Fuente: Nohlen & Stöver      |         |       |